# 소울 이터의 등장인물 목록
다음은 일본의 만화이자 애니메이션 《소울 이터》의 등장인물 목록이다.

## 사무전
마카 알반(Maka Albarn)
성우 - 오미가와 치아키 / 타케우치 쥰코 / 이지현
소울이터의 여자 주인공, 데스사이즈인 소울 이터(소울 에반스)의 파트너이자 친구, 낫의 장인. 초 영혼감지능력을 가진 붓타타키 죠(B.J)의 뒤를 잇는 강한 영혼감지능력, 퇴마의 파장, 5000만 명 중 한 명 꼴로 태어난다는 그레고리 영혼의 소유자. 독서를 좋아하는 모범생 스타일로, 아버지인 스피릿 알반(데스사이즈)이 바람기가 매우 심하고 여자를 밝히기 때문에 남자를 믿지 못하는 경향이 있다. 모범생이긴 하지만 크로나와의 결투 때 '아무 대책 없다.'라고 소울에게 말하는 등, 의외로 앞만 보고 나아가는 면도 있다. 퇴마의 파장의 영향인지 공포에 잘 사로잡히지 않으며 광기의 파장의 영향도 그다지 받지 않는다. 사실 일본계 미국인으로, 운동은 그다지 좋아하지 않는 것으며 소울의 말을 빌리자면 예술적 감각이 꽝이라고 한다. 현재 점점 강해지는 영혼 감지 능력과 퇴마의 파장으로 메두사와 아라크네포비아의 표적이 되어 사무전으로부터 보호받고 있다. 그리고 애니메이션 마지막 화에서는 아수라와의 전투 중 무기로 각성을 하게 되고, 주먹 한방에 귀신 아수라를 물리치게 된다. 파트너 소울 이터를 혼낼 때에는 "마카 춉"이라는 기술을 사용. 현재는 지구 전체 뿐만 아니라 우주에 이르는 영혼 감지능력을 지니게 됐다.
소울 이터(Soul Eater)
성우 - 우치야마 코우키 / 호시 소이치로 / 임경명
전투시에 낫의 형태의 마무기로 변하는, 입에 'cool'이란 단어를 달고사는 소년이자 낫의 장인 마카의 파트너이자 남자 주인공. 크로나와의 전투 때 실수로 라그나로크의 검은 피가 섞이게 돼 약간의 광기를 지니게 되어버렸다. 마카 왈 '성격은 삐뚤어졌지만 항상 마지막엔 내 편이 되어주는 무지 좋은 녀석'. 실제로 늘 마카가 하는 일에 딴죽을 걸고 불평불만을 하는 것 같지만 겉으로 드러내지 않을 뿐, 항상 마카를 위하고 있다. 늘 자신보다 장인을 위하는 태도를 보인다. 기본적으로 말수가 적고 약간 방관자적인 태도를 보이지만 농담도 하는 등, 유연한 면도 있다. 이따금 이성을 잃는 마카의 브레이크 역할을 해주고 모스키토와의 전투 때 이미 승산이 없는 전투라는 걸 팀에서 유일하게 깨닫는 등 냉정하고 침착한 성격이기도 하다. 원래 이름은 '소울 에반스'. 사실 음악일가인 '에반스'집안의 아들이다. 피아노 등 예술적 감각이 뛰어나지만 자신의 형이자 늘 사람들의 주목을 받는, 천재 바이올리니스트 '웨스 에반스'로 인해 자신감을 상실해가던 도중, 무기로 각성하고 도피하듯이 사무전에 입학하고 피아노를 관두게 된다. 하지만, 마카와 파트너가 되기 전 자신의 피아노를 들려주는 등, 정말로 관두고 싶어하는 건 아니다. 바바 야가 성 전투 때 자신의 피아노로 마카를 도운 후로는, 어느 정도 트라우마는 극복한 듯하다. 1화에서 마녀 고양이 블레어의 영혼을 잘못 먹고 영혼을 전부 잃어버린다. '에반스'라는 성에 대해서는 재즈 피아노의 거장인 '빌 에반스'에서 가져왔다는 설이 지지를 얻고 있다. 무기의 형태는 손잡이는 회색 손잡이에 붉고 검은 낫의 형태를 취하고 있다.
책에서는 아라크네의 영혼을 먹고 데스사이즈가 되지만, 애니 마지막 화에서는 오니를 잡아먹는다.
웨스 에반스
소울의 친형이자 천재 바이올리니스트. 소울을 매우 아끼는 형이지만 소울이 피아노를 그만둔 원인이기도 하다. 웨스의 말에 따르면 에반스 일가의 무기는 소울이 처음인 듯하다.
오니
성우 - 오오츠카 호우츄 / 최낙윤
소울이 검은 피를 가지게 된 이후 소울의 생각 속에서 등장하는, 짧은 몸통에 비해 비정상적으로 긴 팔을 지닌, 붉은 피부와 두 개의 뿔을 가진, 그야말로 오니(일본의 괴물이며 도깨비가 아니다. 도깨비와 오니는 서로 다른 생김새와 개념의 요괴이다)소울의 광기와 절망을 부추기는 존재. 음악을 즐기는 듯. 그러나 애니 마지막 화에서는 소울에게 잡아먹히게 된다.
블랙 스타(Black Star)
성우 - 코바야시 유미코 / 코바야시 유미코 / 이명희
마의 암기, '나카츠카사 츠바키'를 다루는 '암기 장인', 장인으로서의 재능도 뛰어나고, 자신감도 있고 상급생이건 누구건 싸움을 마다하지 않는 등, 노력도 많이 하지만 정작 실전에서는 남 앞에 나서길 좋아하는 성격 탓에 영혼을 많이 모으지 못한다. '신을 뛰어넘는다','big'같은 단어나 자신의 이름 뒤에 '님'을 붙이는 등 늘 최고가 되길 원하며 자신이 가는 길이 무엇이건 계속해서 앞으로 전진하려는 소년. 그런 자신의 가치관과 미후네와의 전투, 모스키토와의 전투에 패배한 이유때문에 귀신이 될 뻔했던 자신의 아버지 '화이트 스타'와 같은 길을 갈 뻔했으나 '나카츠카사의 의지'안에서 자신이 가야할 진짜 길을 깨닫고 광기를 극복하게 된다. 마카와 같은 일본계 미국인이며,돈을 목적으로 암살을 하는 암살자 집단 '별의 일족'의 마지막 생존자. 그 당시 블랙 스타는 태어난 지 얼마 안된 어린 아기였기에 별의 일족 섬멸에 나섰던 시드, 슈타인, 스피릿(데스사이즈)이 사무전으로 데리고 와 사무전에서 자라게 된다. 팔에 별의 일족의 문신을 하고 있기 때문에 별의 일족으로부터 공격을 받았던 사람들로부터 이따금 화를 당하기도 한다. 현재 자신 스스로 문신에 상처를 내버렸다.(책에서는 미후네와의 전투에서 상처를 입었다. 치유가 가능하나 안하는 이유는 무를 지고 살기위해 냅뒀다나 뭐라나..) 마카를 무시하는 발언을 하는 등 마카와 견원지간이지만 사실은 소울처럼 마카를 걱정하고 있다. 미후네와의 마지막 전투 후, '철이 들었다', '멋있다'라는 반응이 팬들 사이에서 쏟아져 나오고 있다. 하지만, 안젤라에 의해 중요한 급소를 걷어 차이게 되는 일이 생긴다.
화이트 스타
블랙 스타의 친아버지. 별에 일족 중에서도 악명이 높았던 듯하다. 인간의 영혼에 관여한 탓에 귀신이 될 가능성이 높았던 자였으며 그로 인해 사신에게 지목당해 별의 일족과 함께 살해당한다. 블랙스타의 어머니에 대해선 언급이 없다.
나카츠카사 츠바키(中務 椿/なかつかさ つばき）
성우 - 나즈카 카오리 / 노토 마미코 / 김성연
'마무기의 어머니'인 마녀 아라크네가 직접 만든 그러나 후에 사신에게 붙은 마무기 일가 '나카츠카사'가의 후손이다. 나카츠카사는 선대의 능력이 후대로 계속해서 이어져가는 특수한 능력의 마무기 집안이다. 따라서 대부분의 무기들은 한가지 형태의 모습으로만 변하지만 나카츠카사 집안의 무기들은 여러 가지 형태로 변할 수 있다. 형태는 '사슬낫', '연막탄', '수리검' 등 암기의 형태이다. 원래는 츠바키보다 먼저 태어난 마사무네가 그 능력을 물려받았어야하나 어째서인지 둘째인 츠바키가 다변형의 능력을 이어받게 된다. 츠바키는 암기 장인 블랙스타의 파트너이며 남 앞에 나서길 좋아하는 블랙스타 탓에 늘 고생하고 있다. 항상 자신보다 남을 위하는, 따뜻하고 요리와 청소를 좋아하는 가정적인 성격의 소유자이며 그 성격 탓에 가끔씩 피해를 보기도 한다. 하지만 그만큼 강한 영혼을 지니고 있으며 위급한 상황에서 싸우는 마카와 소울을 다그치는 등 똑부러진 면모도 있다. 귀신의 길을 걷는 자신의 오빠 '마사무네'를 저지하기 위해 사무전에 입학한다. 현재 마사무네를 저지하고 그의 영혼을 얻어 새로운 무기 형태인 '요도'로 변할 수 있다. 늘 블랙스타가 하자는 대로 하는 것 같지만 그것도 블랙스타와 츠바키 둘 나름의 스타일이며 약속이다.
나카츠카사 마사무네
성우 - / 박서진
츠바키의 친오빠. 앞에서도 밝혔듯이 원래는 첫째인 그가 다변형의 능력을 물려받았어야 했으나 어째서인지 동생인 츠바키가 그 능력을 물려받고 자신은 검 한자루의 형태로밖에 변할 수 없게 되었다. 그 탓에 동생인 츠바키에게 열등감을 느끼고 결국엔 무의 길을 버리고 귀신의 길을 걷게 된다. 츠바키를 죽이고 귀신이 되려고 했으나 츠바키에게 패배하고 마지막엔 원래 자신으로 돌아오고 츠바키에게 자신의 영혼을 넘겨주고 사망한다. 능력은 요도로 변해 장인의 정신을 조종하는 것. 장남이지만 능력을 물려받지못해 집안에서 조심스럽게 길러져왔다.
나카츠카사 산쥬로
츠바키와 마사무네의 아버지이자 나카츠카사 가의 현 당주. 블랙스타의 특이한 행동을 아무렇지도 않게 받아들이는 등 기본적으로는 호쾌한 성격이지만, 아들을 막지 못한데에서는 죄책감을 느끼고 있는 듯하다. 아내는 있지만 언급은 되지 않았다.
데스 더 키드(Death the Kid)
성우 - 미야노 마모루 / 혼다 타카코 / 김민정
사신님의 아들이며 차기 사신. 치켜 올라간 날카로운 금색 눈과 검은 머리에 나 있는 흰 색 삼줄선이 인상적. 본인 말로는 머리는 아무리 염색을 해도 원상 복귀되는 것이 특징. 마카, 블랙스타와 비슷한 연령이지만 실력은 둘보다 한 수 위. 체술로 당할 자가 없는 블랙스타보다도 체술이 뛰어나다. 소위 말하는 엘리트. 평소엔 침착하고 남에게 휘둘리지 않는 고고하고 도도한 성격. 사신이지만 선과 악, 둘 중 하나가 너무 지나쳐서는 안 된다는 가치관이 있다. 하지만 그게 좌우대칭 강박증으로 발전해 좌우가 똑바르지 않은건 절대로 참지 못한다. 그 탓에 가끔씩 일을 망치기도 한다. 하지만 마도사 노아에게 납치당한 후 자신이 원하는 진정한 힘을 알게 되고 좌우 강박증이 조금 약해지고 있다.
리즈 톰슨(Liz Thompson)
성우 - 와타나베 아케노 / 카이다 유코 / 이미나
키드의 파트너 중 한 명이며 파티의 언니. 앞 가르마를 한 긴 금색 머리가 인상적. 원래는 '브루클린의 공포'로 이름을 떨치던 뉴욕의 불량배였다. 부모도 없이, 무기로 태어나 총을 손에 얻고 동생 파티와 제멋대로 행동하던 도중 키드의 돈을 빼앗으려다 어찌저찌 키드의 파트너가 되고 말았다. 키드 팀 중 유일한 정상인. 좌우대칭 강박증에 사로잡혀 있는 키드나 나사가 풀린 파티의 브레이크의 역할이 되는 것도 바로 그녀. 늘 강한 척하지만 사실 속마음은 여리고 괴물을 두려워하는 경향이 있다.
파티 톰슨(Patti Thompson)
성우 - 타카히라 나루미 / 사와시로 미유키 / 이재현
키드의 파트너 중 한 명이며 리즈의 여동생. 언니와 달리 짧은 커트 금색 머리이다. 언니와 함께 불량배 생활을 한 적이 있으며 무기지만 장인 못지않게 강한 체력을 가지고 있다. 실제로 키드의 파트너가 되기 전 정말로 악명이 높았던건 리즈가 아닌 파티였다. 길바닥에 털썩털썩 주저앉는다던가, 사신님 앞에서 버릇없이 행동하는 등 나사가 풀려있는 성격이다. 즉 정신이 그다지 온전하지 않은 듯하다. 그 탓에 늘 리즈가 보살펴 주어야 한다. 좌우대칭 강박증에 시달리는 키드를 보며 재미있어하는게 그녀의 일상. 화가 나거나 기분이 극도로 좋아지면 입이 험악해지고 행동이 거칠어진다. 하지만 위급한 상황에선 리즈 이상으로 침착하고 용감하게 대처한다. 리즈가 '외강내유'라면 파티는 '외유내강'.
프랑켄 슈타인(Franken Stein)
성우 - 우치다 유우야 / 미야모토 미츠루 / 서원석
'사무전 최고의 장인'으로 칭송받고 있는 천재장인. 현재 사무전에서 교사를 하고 있다. 얼굴에 나 있는 흉터 자국과 머리에 박혀 있는 정체불명(?)의 나사가 특징. 실력으로 따지면 최강의 마녀 중 한 명인 메두사와 호각을 이룬다. 하지만 그의 성격은 완전히 비틀려 있다. 소위 말하는 '사이코패스'. 남의 아픔에 전혀 공감할 줄 모르며, 오히려 남의 아픔을 즐기는 '새디스트'이다. 감정도 일반인에 비해 현저히 결여돼 있다. 또한 해부와 실험을 좋아한다. 스피릿과 파트너를 이루던 시절에는 잠자고 있는 스피릿을 이용해 여러 가지 인체 실험을 할 정도. 물론 그 실험대상에는 자기 자신도 포함되어있다. 전야제에 귀신이 부활한 이후, 귀신 아수라가 내뿜는 광기의 파장으로 광기에 취약한 슈타인은 잠시나마 광기에 시달리는 모습을 보였으나 지금은 극복. 마리의 연인인 B.J의 살인범이라는 누명이 씌워졌으나 현재 B.J 살해범을 찾아내 다시 사무전에 돌아와 학생들의 교육에 힘쓰고 있다. 현재 파트너는 데스사이즈 중에 한 명인 마의 망치 '마리 묠니르', 어린 시절에는 스피릿과 파트너를 맺었으나 인사이동으로 인해 마리의 장인을 맡은 상태.
스피리트 알반(Spirit Albarn)
성우 - 오오카와 토오루 / 히라타 히로아키 / 최낙윤
마카 알반의 아버지이자 사신의 무기인 '데스사이즈'중의 한 명이다. 지금의 그를 만든건 아내. 데스사이즈라는 지위에 걸맞지 않게 바람기가 매우 심하고 여자를 매우 밝힌다. 하지만 그 탓에 아내에게 이혼당해 마카의 양육권을 빼앗기고 하루하루를 힘들게 보내고 있다. 비록 바람기가 심하긴 하지만 그가 정말로 사랑하는 건 아내이자 마카의 엄마, 그리고 마카이다. 바람기가 너무 심해서 이미 딸의 신뢰를 잃어버리긴 했지만. 그리고 여자를 좋아하긴 하지만 여자에게 휘둘리는 타입은 오히려 아니다. 어릴적 인체실험을 당한 탓에 슈타인에게 극도의 공포감을 느낀다. 하지만 그의 전 파트너이자 후배인 슈타인에게 연민을 가지고 있다. 실제로 슈타인과 마리의 도주를 공모한 것도 바로 그. 현재 사신님과 파트너를 맺고 있으며 늘 사신님의 곁에 있다. 무기의 형태는 검은 낫으로 심플한 디자인이 특징이다. 그러나, 그가 가장 두려워 했던 것은 사무전 내 인사이동. 다른 지부로 쫓겨나지는 않을까 두려워했다.
사신(DEATH)
성우 - 코야마 리키야 / 오바야시 류스케 / 심정민
지금의 사무전을 설립한 장본인. 약 400년 전에 있었던 귀신 사태를 다시 반복하지 않기 위해 장인과 무기의 학교인 사무전을 설립하였다. 전 세계의 치안, 영혼의 관리, 마녀와 악인 토벌과 같은 일들의 관리를 하고 있다. 데스 더 키드의 아버지이기도 하다. 사신이라는 이름에 걸맞지 않는 우스꽝스러운 모습과 귀여운 말투가 인상적이지만 그건 학생들을 상대하기 위해 일부러 그러는 것일뿐, 약 400년 전의 사신님은 공포 그 자체. 화가 날 때 그 본모습이 나올 때도 있다. 성격은 기본적으로 너그럽고 남에게 관대한 편. 화를 잘 내지 않으며 사신이라는 지위에 상관없이 아랫사람들과도 친하게 지내는 면을 지녔다. 어째서인지 귀신 아수라와 대마도사 에이본, 그리고 그의 마무기들에 대해서는 사무전 교사들을 제외한 사람들에겐 비밀로 하고 있다. 보통 아랫사람을 혼낼 때는 '사신춉'이라는 기술(?)을 사용한다. 귀신 아수라의 스승이었으며 귀신 봉인 유지를 위해 데스시티와 영혼이 일체화되어 데스시티 밖으로는 나가지 못한다. 그것이 후에 사신에겐 최대의 약점이 되었다. 그가 정말로 강했던건 800년 전이다. 본인 왈 가면과 망토안은 '미남'이라나.
키리쿠 룽(Kirikou Rung)
성우 - 스즈무라 켄이치 / 박서진
'스파르토이'의 일원이자 키리쿠 팀의 리더. 아프리카계 미국인이며 항아리 장인으로, 마의 항아리 '포트 오브 파이어&선더'의 파트너. 학생들 사이에선 블랙스타, 데스 더 키드와 함께 사무전 무투파로 불린다. 그 호칭에 걸맞게 열혈적이며 호전적인 성격. 그중에서도 격투를 가장 선호하는 듯. 열혈 소년이라 가끔 침착한 면이 부족한 것 같이 보이지만 그에 대해선 옥스와 하버가 도와주고 있다. 옥스와 킴을 이어주기 위해 과외 수업을 양보해 주는 등 이해심도 있고 눈치도 빠르다.(정작 옥스는 그의 노고를 모르지만)공부를 싫어하고 소울만큼은 아니지만 음악에 관심이 많은 듯하다. 옥스의 가장 친한 친구. 아직 어린 파이어&선더 때문에 고생이 심한듯.
포트 오브 파이어&포트 오브 선더(Pot of Fire&Pot of Thunder)
전투 시에는 글러브 형태의 무기로 변하는 마의 항아리. 자연에서 태어난 쌍둥이 남매 정령이며 파이어가 남자 아이, 선더가 여자 아이이다. 둘의 생김새는 일란성 쌍둥이라 매우 똑같아서 구분하기가 힘들다. 표정에는 약간씩 차이가 있다. 정령이지만 아직 어린아이라 서로 자주 싸우고, 전투 시에도 놀려고 하는 등 철없는 구석이 있다. 이에 대해선 키리쿠, 하버, 츠바키가 돌봐주고 있다. 정령인지라 자연의 변화에 민감하며 대지로부터 기운을 받으면 성장한 모습으로 각성하기도 한다. 각성 시에는 장인인 키리쿠에게 부담이 가는 듯하다.
옥스 포드(Ox Ford)
성우 - 요시노 히로유키 / 최낙윤
마의 전기창, 하버 드 에크렐을 다루는 창의 장인. 성적이 매우 뛰어나 마카와는 공부 라이벌 관계. 모범생이긴 하지만 실전에서도 매우 강하다. '뇌왕은 실내에선 공부벌레, 야외의 뇌왕은 짐승'이라고 자신을 칭한다. 이렇듯 매우 완벽한 것처럼 보이지만 센스는 완전 꽝. 독특한 헤어 스타일때문에 여자들에게 인기가 없다. 자신은 자신이 신사적인 성격이라고 말하지만 키리쿠의 친구답게 열혈적인 구석이 있으며 항상 냉정, 침착한 편. 사무전의 여학생인 킴을 '천사'라고 부르며 좋아하지만 정작 킴은 이를 부담스러워한다. 킴을 위해서라면 전장에 몸을 던질 정도로 킴을 사랑한다. 디자인은 오오쿠보 아츠시의 전작인 'B* ONE'의 '로디지'에서 가져왔다.
하버 드 에크렐(Harver De Eclair)
창의 장인 옥스의 친구이자 파트너. 과묵하고 건조, 냉정침착한 성격. 뒤로 묶은 포니테일 머리를 하고 있다. 감정에 휘둘리지 않아 어떤 일에도 냉정침착하게 대처할 수 있으며 그 탓에 광기의 파장에도 영향을 받지 않는다. 하지만 그것도 상식 범위 내이며 기본적으로 어느 정도 사교성도 있다. 대부분의 무기들이 그렇듯 하버 역시 장인의 의견을 존중하며 옥스를 위하고 있다.
킴 딜(Kim Diehl)
성우 - 사이토 치와 / 서유리
약간 짙은 핑크빛 단발과 처진 녹색 눈의 소녀. 늘 세일러 복 비슷한 옷을 입고 있다. 마녀회에서 벗어나기 위해 사무전에 들어오게 된 어린 마녀. 마녀들은 파괴의 본능에 의해서 움직이지만 킴만은 치유의 마법을 가지고 있기 때문에 그 본능에 영향을 받지 않았고, 결과적으로 다른 마녀들과 친하게 지낼 수 없어 마녀회에서 빠져나가기 위해 사무전에 입학하게 된다. 중간에 메두사가 킴이 마녀라는 것을 사무전에 밝히는 바람에 잠시 고립되어버렸지만 옥스의 노력으로 다시 사무전으로 돌아오게 된다. 포근하고 따스한 외모와는 달리 입이 험악하고 행동도 불량스럽다. 랜턴의 장인이며 마카와도 친하게 지내는 듯. 마녀인지라 마녀와 관련된 문서 해독 등에 상당한 도움이 되고 있다. 모델은 '너구리'이며 마법은 치유 계열의 마법을 사용한다. 주문은 너구링 타쿤쿤 폰폰 폰키타누.
재클린 듀 오 랜턴 듀프레(Jacqueline O'Lantern Dupre)
마의 램프이며 킴의 가장 친한 친구이자 파트너. 검은 긴 생머리와 킴과 달리 치켜올라간 검은 눈이 인상적. 킴과 마찬가지로 늘 세일러 복을 입고 있다. 전투시엔 엄청난 양과 위력의 화력을 자랑한다. 킴이 마녀회에서 빠져나올수 있도록 고군분투하고 있었으며 소울과 마찬가지로 자신보다 장인의 의견을 더 우선시한다. 하지만 그게 오히려 독이 돼 킴이 잠시나마 고립되는 원인이 되어버린다. 어떻게 보면 깐깐해 보이기도 하지만 성격은 따스하며 눈썰미가 뛰어나다. 킴과 함께 풋내기 장인 히로를 괴롭히는 것이 하루 일과.
마리 묠니르(Marie Mjolnir)
성우 - 혼다 치에코 / 김민정
데스사이즈 중 한 명이며 마의 통파이다. 현재 슈타인과 파트너를 맺고 있다. 상당한 금발 미인이며 왼쪽 눈에 착용한, 번개가 그려져있는 검은 안대가 인상적. 변신 시에는 '이즈나'란 통파 형태의 무기로 변신하며 장인의 신체 능력을 높여준다. 원래 사무전 오스트레일리아 지부를 맡고 있었으나 현재는 사무전에서 교사를 하고 있다. 맹하지만 따스한 성격이며, 일이 싫다며 결혼을 빨리 해 은퇴하기를 바라나 그것은 단순한 불평일 뿐, 사실은 의욕이 넘치며 좀 더 계속 일하고 싶어하는 듯하다. '묠니르'라는 성은 북유럽 신화에 나오는 번개의 신인 '토르'가 사용하는 망치 '묠니르'에서 가져온 듯하다. 안대의 디자인도 토르가 번개의 신이라는 것에서 가져온듯.
유미 아즈사(Yumi Azusa)
성우 - 유카나 / 유카나 / 이지현
데스사이즈 중 한 명이 전투시에는 석궁/소총으로 변한다. 안경이 트레이드 마크이며 약간 중성적인 양복 차림이 인상적이다. 현재 마리가 자리를 떠난 사무전 오스트레일리아 지부와 동아시아 지부를 맡고 있으며 저스틴 로우를 체포하기 위해 노력하고 있다. 성격은 그야말로 '냉정침착'. 학생 시절엔 '킹 오브 위원장'으로 불렸으며 마리에게 있어서는 둘도 없는 친구이자 후배지만 그녀로 인해 피해를 많이 본(?)스피릿과 슈타인에게는 엄청나게 성가시고 짜증나는 존재. '천리안'으로 시력을 강화할 수 있으며 타인의 시각과 링크할 수도 있다. 연애와 이성에 대해선 관심없다는 태도를 보이고 있다.
시드 바렛드(Sid Barrett)
성우 - 키무라 마사후미 / 아카기 스스무 / 최낙윤
아프리카계 미국인. 나이프 장인, 저격 소총의 장인이며 사무전 장인들 중 최고라는 '삼성 장인'. 삼성 장인답게 그 실력은 막강. 주로 암살과 관련된 임무를 맡고 있다. '미간의 여신'사건 때 미간에 자유의 여신상 모형이 박혀 사망하지만 사신과 슈타인의 힘으로 좀비로 부활. 다시 사무전의 교사를 맡고 있다. 마카 왈 '좋은 선생님'. 학생들한테는 엄하지만 사실은 좋은 선생님이다. 체격이 크며 좀비인 탓에 피부가 푸르며 팔에 한 문신이 인상적. '나는 생전에 ~ 하는 남자였다.'라는 말버릇이 있다. 파트너는 '미라 나이구스'. 아기였던 블랙스타를 사무전에 데려온 장본인이며 블랙스타가 어렸을 적엔 보모 역할을 해준 듯.
미라 나이구스(Mirra Neigus)
성우 - 노다 쥰코 / 이미나
온 몸에 붕대를 감고 있는 흑인 임시 간호 교사. 시드와 페어를 이루고 있으며 전투 시에는 나이프로 변하거나 시드를 도와 암살에 참여하기도 한다. 과묵한 것같이 보이나 좋은 선생님. 모델은 '미이라'인듯.
붓타타키 죠(Beater Joe)B.J
마리의 옛 연인이자 '초 영혼감지능력'을 가진 장인. 평소엔 샌들에 반바지같이 심플한 옷을 즐기는 듯. 원래는 사무전 오스트레일리아 지부에서 일했으나 내부 조사를 위해 조사관으로 사무전에 들어오게 된다. 초 영혼감지능력을 가진 장인인지라 타인의 영혼의 파장으로 사람의 심리를 알 수 있다. 그 탓에 마리를 사랑하지만 마리의 마음을 꿰뚫어볼까 두려워 헤어지게 된다. 사무전으로 돌아온 후 다시 마리와 연애를 시작할 것처럼 보였지만 저스틴에 의해서 살해, 영혼조차 사라졌다. 죽기 전에 여러 개의 광기의 파장과 마녀의 소울프로텍트를 뚫고 마녀의 영혼을 감지하게 된다.
안젤라 레온(Angela Leon)
성우 - 사이토 아야카 / 이지현
마녀. 마녀라지만 아직 어린데다가 마력도 약해서 미후네에 의해 보호되고 있다가 블랙스타가 안젤라의 방에 들어온 후 블랙스타의 중요한 부분?을 걷어 찬 인물. 블랙스타를 '꼬맹이'라 부르면서 무시한다. 모델은 '카멜레온'이며 주문은 불명. 투명해지는 마법을 쓴다.
히로
성우 - 시모노 히로 / 이미나
호리호리하고 멀대같이 큰 키의 허약한 소년. 사무전에 들어온지 얼마 안된, 파트너조차도 없는 '풋내기 장인'. 장인으로서의 재능이 없는 탓에 학생들 사이에서 왕따를 당하고 있다. 블랙스타가 항상 연습 상대로 괴롭히는 존재. 사무전에서 힘겨운 하루하루를 보내고 있던 도중, 전설의 성검 '엑스칼리버'에 관한 책을 본 후로 엑스칼리버와 파트너가 되고 사무전 무투파 3인(블랙스타, 키리쿠 룽, 데스더키드)을 무찌른 후 소위 말하는 '일진'으로 등극하게 된다. 그러나 엑스칼리버가 재채기를 연속으로 하는 탓에 엑스칼리버와의 페어를 관두고, 원래 생활로 돌아가게 된다. 기본적으로 맹하고 남의 부탁을 잘 들어주는 성격. 성격이 까다로운 엑스칼리버와 파트너 생활을 지속할 수 있었던 것도 그 덕분인듯. 약간 성격이 독특한 구석도 있다. 마카 왈 '속 빈 강정 같아서 일반 학교에 가면 인기가 많을 것이다.'라지만 과연 정말 그럴지는 불명.
테스카 트리포카
마경(마의 거울).사무전 남아메리카 지부를 담당하고 있는 것으로 추측되는, 정장 차림에 인형 곰 머리를 뒤집어 쓰고 있는 남자. '죽음의 거울'이라 불리는 데스사이즈이다. 데스사이즈라고 생각되지 않을 만큼 그다지 위엄이 없으며 농담을 좋아하는, 어딘가 나사가 한두 개 빠진 듯한 성격. 도대체 무슨 소리를 하는건지 알아 들을 수 없는 원숭이의 말을 알아듣는 능력이 있다. 노아와의 싸움때 큰 공격을 당하여 재활후 인형 다람쥐 머리를 뒤집어쓴다. 하지만 저스틴과의 싸움때 엄청난 공격을 받고 사망하지만 마지막 순간에 자신의 영혼을 거울에 남겨놓고 죽는다.
엔리케
힙합스러운 옷 차림새를 하고 있는 조그만 체격의 원숭이. 데즈카 트리포카의 장인인 듯하다. '가우가우'라는 원숭이 말을 하고 있으며 그 말을 알아들을 수 있는 건 파트너인 데즈카 트리포카 뿐. 농담을 주로 하는 듯하다. 메두사를 저지하기 위해 아라크노포비아에 학생들과 따로 잠입한다. 메두사가 도주한 탓에 실력이 어느정도인지는 나오지 않았다.

## 메두사 일파
마녀 메두사가 이끄는 마녀 집단. 사무전 지하에 침입하여 귀신 아수라를 부활시켰으며 소울 이터의 스토리를 진행시키는 집단이기도 하다. 소수지만 개개인의 실력은 막강하다.
메두사 고르곤(Medusa Gorgon)
성우 - 쿠와시마 호우코 / 서유리
- 모델: 뱀
- 주문: 네이크 스네이크 코브라 코브브라

고르곤 세 자매 중 막내. 마녀들 중에서도 가장 강한 마녀중 하나로 손꼽히는 마녀이며 마검사 크로나의 친어머니. 실력은 사무전 최고의 장인인 슈타인과 호각을 이룬다.
귀신의 검은 피 연구를 위해 사무전 양호 교사로 잠입했으며 전야제 때 귀신을 부활시킨다.
슈타인에게 '좋아한다'라고 말했으나 진언인지는 알 수 없으며 자신의 아이인 크로나를 정말로 도구로 여기는지도 아직은 불명.
자신의 목적이 '세계의 진화'라고 말하지만 정확한 것에 대해서는 알 수 없다.
성격은 그야말로 비정. 자신의 아이인 크로나를 실험용 쥐 취급하며 사람의 심리를 이용하여 목적을 달성하려 하는 등, 목적을 이루기 위해서는 수단방법을 가리지 않는다. 슈타인에 의해서 전야제 때 사망했지만 어린 소녀 레이첼의 몸을 빼앗아 다시 부활하였으나, 책에서는 바바야가 성 공략으로 인해 잠시 마카 알반과 파트너가 되는 모습을 보여줬으나 애니에서는 마카 알반의 마녀 사냥에 의해서 괴멸당하고 만다.현재 '흑의 도화사'와 크로나를 이용해 실험을 하고 있다. 마카를 죽이려 하였지만 데스사이즈와 그 장인으로 실패하게 된다. 메두사 고르곤이란 이름은 그리스 신화에 나오는 괴물 메두사에서 가져왔다. 전투 시엔 벡터 기술을 이용하여 전투를 펼치며 지략가 타입. 취미는 실험과 엿보기.
크로나 고르곤(Chrona Gorgon)
성우 - 사카모토 마아야 / 이재현
마검사이며 메두사의 친자식. 얼핏봐서는 여자 같지만 성별은 남자.
마검 라그나로크의 장인이며 마검과 자신의 몸에 있는 검은 피의 힘을 사용해 전투를 한다.
어릴 적, 메두사의 실험으로 검은 피를 가지게 되었으며 메두사에 대해 극도의 공포를 가지고 있다.
그 탓에 매우 소심한 성격으로 변해버리고 광기에 시달리는 존재가 되어버렸다.
중성적인 외모와 가냘픈 몸 탓에 굉장히 약해 보이지만 키드와 맞붙을 정도의 실력의 소유자이며 검은 피의 힘으로 물리적으로는 상대할 수 없게 되어버렸다.
전야제 때 마카의 도움으로 체험 학생으로 사무전에 입학하고 광기를 극복하는 듯하였으나, 형식적인 추방형을 당하게 되고, 사무전을 그만 둔 마리와 함께 메두사를 쓰러뜨리러 간다. 그러나 책에서는 메두사에게 돌아가지만, 애니에서는 마리와 함께 메두사와 전투를 하게 되던 도중 마카 알반을 구하려고 자신을 던지게 되고, 자신 혼자만 살아남고 라그나로크는 죽게 된다. 소심한 성격 탓에 라그나로크에게 늘 시달리고 있다. 디자인이나 중성적인 외모는 'B* ONE'의 '에미네'에게서 가져온듯.
라그나로크(Ragnarok)
성우 - 히메노 케이지 / 박서진
크로나의 파트너. 원래는 평범한 마무기였으나 메두사의 실험으로 광기를 지니게 되었다.
평소엔 크로나의 혈관 안에 있으며 이따금씩 크로나의 몸 밖으로 튀어나오기도한다.
남을 괴롭히거나 딴죽거는 것, 사탕 먹는 것을 좋아하며 크로나를 괴롭히는 것이 하루 일과.
재미있는 사건을 좋아하는 듯. 메두사에게 협조하는 듯하나 그것도 본인의 재미를 위해서일뿐 사실은 아무에게도 구속받고 싶어하지 않는다.
에루카 프로그(Eruca Frog)
성우 후쿠엔 미사토 / 김성연
- 모델: 개구리
- 주문: 카에로그 후로에루 게코에루 프로그

깡마르고 왜소한 체격의 마녀 메두사의 음모를 알고 미즈네와 함께 메두사를 죽이려 했으나 되려 메두사가 먼저 선수를 쳐 죽을 위기에 놓인 상태이다. 의외로 심약한 구석이 있으며 울음을 잘 터뜨린다.
깡마른 체구여서 굉장히 약해보이지만 삼성 장인인 시드를 궁지에 몰아넣을 정도의 실력을 갖춘 마녀이며 마법으로는 폭탄 만들기이다.
미즈네 시스터즈(Mizune)
- 모델: 쥐
- 주문: 찍찍찍

에루카의 친구이자 6명으로 구성된 마녀 자매이다.
장녀 미즈네는 메두사의 계략으로 살해당했으며 나머지 5명은 '장녀 미즈네가 사무전에 의해서 살해당했다'라는 에루카의 거짓말을 믿고 메두사 일파에 합류하였다.
평소엔 조그마한 어린 아이의 모습을 하고 있으나 여러 명으로 합체하여 여러 연령대의 모습으로 변할 수 있다.
'빔 수염'이라는 마법으로 무엇이든 절단할 수 있는 능력을 지녔다.
프리(Free)
성우 - 니시 린타로 / 심정민
- 모델: 늑대
- 주문: 울프 울브즈 울프 울브즈

200년 전 대마녀의 마안을 빼앗은 죄로 200년간 마녀감옥에 갇혀 있었으나 메두사 덕분에 풀려난 늑대인간.
불사의 일족이라 웬만한 것으론 죽지 않으며 위급할 땐 늑대 인간으로 변신할 수 있다.
늑대 인간의 강력한 체술, 대마녀의 공간 마법을 쓸 수 있다.
자신은 '아이디어 맨 타입이 아니다'라고 말하지만 키드와의 합동작전을 훌륭히 수행해낸 걸 보면 머리가 나쁘다기보다는 오히려 머리가 좋으며 자잘한 실수를 많이 하는 타입.
기본적으로 호쾌한 성격이며 빚을 지고는 못사는 타입. 자신을 구해준 은혜를 갚기 위해 메두사를 도와주고 있다.
늑대를 해치는 인간들에 대해 반감을 가지고 있다. 불사의 일족이지만 '퇴마의 파장'에는 약한 모양이다.
흑의 도화사
메두사의 실험으로 태어난 광기에 가까운 존재. '도화사'를 모델로 한 일종의 복제 광대라 할 수 있다. 도화사가 내뿜는 광기의 파장으로 귀신 아수라를 끌어들이기 위해 메두사가 만들었다. 메두사에게서 태어났기에 메두사의 마법 '벡터 에로우'를 쓸 수 있으며 도화사를 모델로 했기에 광기의 파장을 내뿜으며 또한 전염시킬 수 있다.
크로나와 마찬가지로 검은 피를 가지고 있기에 물리적인 공격은 통하지 않는다.
진짜 도화사가 아니기 때문에 도화사보다는 광기 전염력이 약한 모양이다.

## 귀신파
이름 그대로 귀신 아수라를 추종하는 이들. 아수라가 사신에 의해 봉인당한 지 400년 가까이 되었는데다가 사신이 비밀로 하고 있기 때문에 수는 적으며 아수라 자신의 성격상 세력화를 하지 않기 때문에 개개별로 행동한다고 봐도 무관하다. 하지만 마도사 노아를 중심으로 점점 집단화되어가고 있으며 개개인의 실력도 엘리트급. 현재 사무전에 의해서 추적 당하고 있지만 아지트 또한 불명이며 아직까지는 이렇다 할 활동을 하지 않는 상태.
아수라(귀신)
성우 - 후루카와 토시오 / 박서진
초대 귀신. 원래는 사신의 제자이며 '죽음의 여덟심복'중 최강의 인물이었다.
동쪽 일대의 마녀들을 혼자서 몰살시킨 전적을 가지고 있을 정도.
하지만 그에 걸맞지 않게 상당한 겁쟁이이며 대인기피증. 죽음을 두려워하여 인간에 영혼에 손을 댔다가 귀신으로 각성, 사신에게 가죽을 뜯기고 자기 가죽 안에 갇혀 지금의 사무전 지하 사당에 봉인당하게 된다. 후에 400년이 지난 지금, 마녀 메두사에 의해 다시 부활했으며 아라크네의 영혼을 먹고 광기에 휩싸이게 되나, 추후 마카 알반에 의해 괴멸당하고 만다.
400년 전 파트너는 금강저 형태의 무기인 '바쥬라'였다.
모델은 팔부중(八部衆)의 한 명인 싸움을 좋아하는 귀신 '아수라'에서 가져왔다.
노아
- 모델: 책(에어본의 서) & 기다란괴물
- 주문: ?

귀신파의 중심인물이며 붉은 눈을 가진 정체불명의 마도사. 한쪽 팔에만 한 지렁이 문신이 인상적.
아라크네의 광기의 파장을 퍼뜨리기 위해 아라크노포비아에 '에이본'이라고 속이고 잠입하였다.
현재 아라크노포비아에서 간부이자 아라크네의 집사인 모스키토를 살해하고 키드를 납치하고 도주한 상태이며 어딘가에서 잠적중이다.
'에이본의 서'로 마법을 구사하며 실력은 400년 전의 모스키토를 능가한다.
그의 목적은 '모든 것을 수집하여 에이본의 서를 완성시키고 자신이 모든 것이 되는 것'.
현재 귀신을 수집하는 것이 목표이다. 사실, 모든 것을 수집한다지만 관심이 없는 것은 거들떠 보지도 않는다. 자신의 수집품에 흠집을 내는 것을 극도로 싫어한다.
영혼의 반응은 조용하지만 끝을 알 수 없는 공포를 가지고 있다. 실제로 표정은 늘 웃고 있지만 인간적인 면은 전혀 찾아볼 수가 없는 차가운 인물이다. 자신에게 충성을 바친 고페르도 도구로밖에 취급하지 않는다.
'노아의 방주'에서 가져온 인물.
저스틴 로우(Justin Law)
성우 - 후지타 요시노리 / 임경명
사무전 유럽 지부를 맡고 있는 데스사이즈. 17살.
장인 없이 13살에 혼자 힘으로 데스사이즈가 된 '최연소 데스사이즈'. 그에 걸맞게 천부적으로 전투에 뛰어나다.
원래는 사무전의 주요 전력 중 한 명이었으나 사실은 귀신파 일원이었으며 마리의 옛 연인이자 '초 영혼감지능력'을 가진 B.J를 살해하고 도주. 노아와 함께 어딘가에서 잠적중이기도 했다. 슈타인과 싸움으로 인해 사망.
음악을 좋아하는지 늘 MP3를 듣고 있으며 그탓인지 독순술이 뛰어나다. 그 덕에 입모양으로도 상대가 무슨 말을 하는지 알아 들을 수가 있다.
기리코(Giricco)
성우 - 칸나 노부토시 / 최낙윤
체코의 톱 인형술사이자 아라크노포비아의 간부였다.
800년 전 아라크네가 직접 만든 마무기 중 한 명이며, 인형술사의 능력 중 하나인 '인챈터'의 기술을 사용하여 자신의 자손에게 대대로 자신의 기억을 물려주었다.
정확히 말해서, 현재의 기리코는 800년 전의 기리코가 아닌, 800년 전 기리코의 기억을 가진 기리코의 후손이다.
800년 동안 기억을 물려준 부작용탓인지 자아를 상실한 상태. 그래서인지 매우 폭력적으로 변해버렸으며 자신이 무얼 하고 싶었는지 잊어버렸다. 기억력이 그다지 좋지 않은 것으로 보이며 술과 여자를 좋아한다.
저스틴과 마찬가지로 장인이 필요 없는 무기이며 실력은 데스사이즈 급.
자신의 몸의 일부를 전기톱으로 변형하여 싸운다. 저스틴이 광기의 파장을 가지게 되었다는 것을 먼저 알아차린 인물이기도 하다.
여담으로, 체코의 인형술사 마을에 있는 가장 오래된 골렘은 그가 만든 것이다.
고페르
노아의 부하이자 '노아님'이라고 부르며 광적으로 집착하는 소년.
마카와 같은 '천사형'영혼을 가지고 있으며 노아에게 개조를 받아 마도의 힘을 가지고 있다.
노아의 말을 따르지 않는 사람을 극단적으로 싫어하며, 노아의 관심을 받는 사람 또한 미워한다.
노아의 수집품이 되길 원하며, 수집품이 된 키드 또한 질투하고 미워하고 있다.
자신의 파장을 이용하여 비행을 하거나 전투를 할 수 있다.
모티브는 '노아의 방주'의 재료인 '고페르'란 나무에서 가지고 왔다.
도화사(Pierot)
광기의 요람인 러시아 볼7 공장에서 태어난, 귀신 아수라가 일으키는 '광기 감염'이 구현화된 존재.
아수라와 같은 '광기의 파장'을 가지고 있으며 거대하고 기형적인 광대의 모습을 하고 있다.
자신의 광기의 파장을 사용하여 다른 사람을 공포에 몰아넣어 광기를 전염시킨다.
마카의 새로운 기술 '마인 사냥'으로 큰 타격을 입었지만 도망.
현재 어디에 있는지 알 수 없다. '다음엔 나에게서 벗어 나지 못한다.'라는 의미심장한 말을 남기고 사라진다. 애니에서는 단순히 에이본의 마도구를 지키는 존재로 나오며 키드에 의해서 퇴치당한다.
떠도는 네덜란드인(The Flying Dutchman)
자칭, 광기의 포로. 러시아 볼7 공장과 유령선의 주인이다.
귀신 아수라를 추종하고 있으며 유령선에서 인간들의 영혼을 모으고 있었다.
그러나 키드와 크로나에 의해 배가 부서지면서 러시아 볼7 공장으로 옮겨갔다.
자칭 귀신의 부하라지만 상당히 어수룩한 부하. 자기 꾀에 자기가 넘어가는등 약간 멍청한 구석이 있다.
그 성격탓에 결국 자신 스스로 공장의 자폭 버튼을 누르고 공장과 함께 소멸한다.
'니즈헥', '키익치치치'라는 정체불명의 언어와 영어를 섞어쓰는 독특한 말투를 가지고 있다.
모델은 희망봉을 정복하려다 신의 저주를 받아 영원히 바다에서 떠돌게 되었다는 유령선의 네덜란드인 선장이다.

## 아라크노포비아
마녀 아라크네가 만든 일종의 세력집단. '거미 공포증'이라는 뜻을 가지고 있으며 남아메리카 아마존 일대에 위치하고 있다. 사신에 대항해 사무전과 전투를 벌여왔으며 사무전을 궁지에 몰아넣은 적도 있다.
엄청난 수의 부하들을 거느리고 있었으나 현재 리더인 아라크네와 간부인 모스키토가 사망했으므로 궤멸한 것이나 다름없다.
아라크네(Arachne)
성우 - 네야 미치코 / 이명희
- 모델: 거미
- 주문: ?

고르곤 세 자매의 장녀이자 메두사의 친언니, 아라크노포비아의 리더이다.
약 800년 전, 에이본의 이론을 모방하여 마녀의 영혼을 모아 인간에서 마무기로 변할 수 있게 한, '마무기의 어머니'이다. 동족인 마녀들을 죽인 탓에 사신 뿐만 아니라 마녀들에게도 표적이 되고 만다. 결국 사신에게 큰 상처를 입고 자신의 몸을 수많은 거미로 분리시켜 기리코가 만든 골렘 속으로 잠적한다.
그 후 800년 동안 전 세계를 감시하고 있었다가 귀신이 부활하면서 광기의 파장으로 다시금 마녀 아라크네로 부활한다. 그리고 다시 자신의 추종세력인 아라크노포비아를 세우며, 사무전에 대항하여 전투를 펼친다.
그녀의 목적은 다름아닌 '모든 것의 어머니'가 되는 것. 그러나 책에서는 소울이 아라크네의 영혼을 먹고 데스사이즈가 되지만, 애니에서는 귀신 아수라가 부활하면서 아수라에 의해 사망하게 되고 영혼을 아수라에게 빼앗기고 만다.
모스키토(Mosquito)
성우 - 이나가키 타카시 / 서원석
800살의 늙은 흡혈귀 괴물. 본체는 박쥐의 모습이다. 모기같이 긴 코와 흡혈귀다운 창백한 피부, 붉은 눈이 인상적.
평소엔 조그만 체격의 노인 모습을 하고 있으나 여러 가지 형태로 변할 수 있다.
아라크노포비아의 간부 중 한 명이며 아라크네의 집사이다. 아라크네를 존경하며 따르고있다.
800살이라 힘은 약해졌지만 물리적인 실력만 따지자면 아라크노포비아에서 단연 최강이며 아마도 소울이터에 나오는 괴물들 중에선 최강이라 추측된다. 아라크노포비아에 잠입한 마도사 노아와 전투를 벌이다 순간 방심하여 사망한다.
아라크노포비아에서 유일하게 에이본에 대해 정확히 알고 있었으며 노아가 가짜란걸 알아챘다.
모델은 '모기'와 '박쥐'.
미후네(Mifune)
성우 - 츠다 켄지로 / 박서진
서양인 사무라이이자 보디가드. 2년 전에는 데니로 패밀리라는 마피아에 소속되어 있었으나 어린 마녀 안젤라를 발견하고 그녀를 데리고 도주. 안젤라의 보디가드로 행동하다 아직 어린 안젤라가 여러 악인들과 사무전 장인들의 표적이 되는 것을 참지 못하고 아라크노포비아에 들어오게 된다.
아라크노포비아에 섭외될 정도로 상당히 강한 사무라이. 여러 개의 일본도를 사용하여 전투를 한다.
블랙스타가 싸우기 원하는 상대였으며 결국 블랙스타에 의해서 쓰러진다.
평소엔 과묵한 성격이지만 아이들을 상당히 좋아한다. 안젤라를 데리고 도주한 것도 그 때문.
피셔 킹
성우 - ?? / 임경명
밧줄이 달린 갈고리를 항상 가지고 다니는 아라크노포비아의 악인. '피셔'라는 말버릇을 가지고 있다.
특급열차의 마도구를 노리고 있었으나 키드와 시드에 의해서 사망. 대마도사 에이본에 대한 내용을 키드에게 발설하려 하나 시드에 의해 무마된다.

## 마녀 & 마도사
대마녀
- 모델: ?
- 주문: ?

마녀들 중에서 가장 나이가 많고 강한 마녀계의 장로쯤 되는 존재. 그녀의 말은 절대적이다.
정기적으로 '사바스'라는 마녀들만의 회의를 열고 있으며 '마녀 감옥'의 관리자이다.
상당히 강한 마녀였지만 나이가 들고 200년 전, 마안을 프리에게 빼앗기면서 점점 약해지고 있다.
에루카 왈 '마안을 빼앗긴 이후로 논리적인 판단을 하지 못하신다.'
공간 마법이 주 특기이다.
아리사
- 모델: 나비
- 주문: ?

성우 - ?? / 김민정(처음), 이미나(나중)
전 아라크노포비아에 소속되어 있었던 마녀. 오래전에 간부인 모스키토가 사무전의 정보를 빼내오기 위해 데스시티 내에 있는 술집, '츄파 캬브라스'에 잠입시켰던 스파이.
하지만 본성은 그다지 악하지 않은데다가 엄청난 바보라 그다지 도움되지는 않은 모양이다.
'데스사이즈가 파칭코를 하면 세계경제가 기울어진다'라는 말을 믿을 정도.
메두사가 사무전에 아리사가 마녀라는 것을 밝히면서 잠시 사로잡혀 있었던 적도 있었으나 다시 술집에서 일하고 있다. 현재 키드 구출을 위해 작전에 투입되었다. 마녀이긴 하지만 그다지 강한 마녀는 아니다.
리사
- 모델: 반딧불
- 주문: ?

성우 - ?? / 이재현
아리사와 같이 전 아라크노포비아에 소속되어 있었던 마녀. 아리사와 마찬가지로 사무전에 사로잡혀 있었기도 하지만 다시 술집에서 일하고 있다.
아리사와 마찬가지로 순진하고 엄청난 바보.
현재 아리사와 같이 키드 구출을 위해 작전에 투입된 상태. 마찬가지로 그다지 강한 마녀는 아니다.
사만다
- 모델: ?
- 주문: ?

시체를 조종하는 네크로맨서 마녀. 이집트 피라미드에 들어가 파라오를 부활시키려 했으나 되려 자기가
사망한다. 흉측한 외모를 지니고 있다.
에이본(Eibon)
- 모델: ?
- 주문: ?

성우 - ?? / 박서진
마도사 중에서 가장 강한 마도사로 추측되는 인물이자 진정한 의미의 '마무기의 아버지'.
마무기를 포함하여 여러 가지 마도구의 이론들을 세운 장본인. 'BREW'와 '에이본의 서'도 그가 만든 작품들 중 하나.
사신과 같은 '팔부신'중 한 명이었으나 현재는 행방불명 상태. 독특한 옷차림에 가면을 쓰고 있어서 그의 진짜 모습에 대해서 아는 사람은 모스키토를 제외하고 거의 없다.
를르네 지카르트
- 모델: ?
- 주문: ?

연산 마법의 이론을 정리한 마도사.

## 기타 인물
블레어(Blair)
성우 - 카토 에미리 / 사사모토 유코 / 서유리
끝이 안으로 말린 검은색 마녀 모자를 쓰고 있는, 황금색 눈동자를 가지고 있는 검은색 고양이. 비록 마녀가 아니지만 마력이 강해서 마녀처럼 마법을 쓸 수 있다. 힘은 그야말로 막강. 자신이 가진 마력으로 여러 가지 마법을 사용해 하루하루를 인간보다도 더 편안하게 지내고 있다. 인간의 모습일 때는 상당한 글래머 아가씨로 변신한다. 하지만 안으로 둥글게 말린 머리끝과 고양이 귀, 황금색 눈동자는 여전하다. 마카와 같이 살기 전에는 호박으로 만들어진 집에서 혼자 살고 있었다.
성격은 그야말로 느긋하고 낙천적이며 남을 놀리기를 즐기는 듯하다(그중에서도 남자 아이들). 연하의 남자아이를 좋아하는 듯. 소울을 매우 아끼며 종종 소울을 가지고 노는 장면을 목격할 수 있다.
자신은 '유혹하는 타입'이라지만 사실은 유혹에 약해서 스피릿의 돈을 함부로 써버린 적도 있다.
호박을 좋아하며 노출이 심한 검은색 옷을 즐겨입는다. 주문은 '펌펌프킨 펌프킨'. 커다란 호박을 아래로 내려치는 '펌프킨 스매싱'과 '펌프킨 포'라는 빔이라는 마법을 주로 사용한다. 현재는 데스시티에 있는 마카와 소울의 아파트에 같이 거주하면서 '츄파 캬브라스'라는 주점에서 종업원으로 일하고 있다. 이름은 '블레어 위치(Blair Witch)'라는 영화에서 가져온 듯하다. 또한 좋아하는 음식으로는 생선구이다.
엑스칼리버
성우 - 코야스 타케히토 / 임경명
현존하는 마무기 중, 최강으로 추정되는 성검. 요정들의 낙원 '유구의 동굴'이란 곳에서 살고 있다.
최강의 마무기 답게 성능은 가히 최강. 엑스칼리버와 파트너를 맺은 자는 '황금의 날개'를 얻으며 '약속된 승리'를 얻을 수 있다고 한다.
하지만 그런 칭호와는 별개로 성격은 사상 최악. 심지어는 천재 장인인 슈타인조차도 파트너를 맺는 것을 포기할 정도이다. 오로지 자기 밖에 모르는 성격이며 중간중간에 남의 말을 가로채거나 자기 혼자서 수다를 떨고 파트너를 자신의 부하로 여기고 이것저것 맘대로 부려먹는 등, 한 마디로 '짜증나는 놈'. 거기다 취향도 까다로워서 최고급 물품 외엔 쓰지 않는다. 영혼의 파장은 의외로 다른 사람들과 잘 맞는 편이지만 '성격의 파장'은 전혀 맞지 않아 포기하는 장인들이 부지기수이다. 심지어는 같은 동굴에 살고 있는 요정들도 엑스칼리버를 꺼려하고 피한다. 성검이긴 하지만 인간(?)일 때의 모습은 상당히 초라하다. 5살 아이만한 짜리몽땅한 키에 둥근 눈에 끝이 긴 입, 희멀건 피부를 가지고 있다. 영국산 최고급 모자에 화려한 레이스가 달린 윗 옷에 지팡이를 소지하고 다닌다.
'나의 전설은 12세기부터 시작되었다.'가 말버릇이다.
요정
엑스칼리버와 같이 '유구의 동굴'이란 곳에서 살고 있다. 사람의 얼굴 정도되는 작은 크기에 날개가 달려 있으며 뾰족한 귀가 특징이다. 그 외에는 인간과 그다지 다른 점이 없다. '엑스칼리버의 최대 피해자'.늘 자신에게 폐만 끼치는 엑스칼리버를 증오하고 있다. 참고로 그녀 외에 다른 요정들도 존재하고 있다. 엑스칼리버 때문에 친구가 없다.
생선가게 아저씨
데스시티에서 생선가게를 하고 있는, 크고 근육질 체구의 아저씨. 직업 특성 상 늘 앞치마를 두르고 있다. 블레어를 좋아하며 항상 그녀에게 생선을 서비스로 준다. 여자를 매우 밝히는 듯. '여자들의 캣 파이트'가 로망이었다나. 전야제 사투 때 사고로 죽을 뻔하였다.
잭 더 리퍼
성우 - ?? / 서원석
제 0화에 나온, 마카와 소울의 99번째 영혼으로 지목된 악인. 손이 큰 갈고리 모양으로 되어있는 것이 특징.
결국 마카와 소울에 의해서 영혼이 소멸된다. 모델은 19세기 말 영국 런던 그리니치에 위치한 화이트채플 가에서 최소 다섯 명의 매춘부들을 엽기적인 방법으로 잇따라 살해한 '잭 더 리퍼'에서 가져왔다.
알카포네
블랙스타와 츠바키의 영혼으로 지목된 갱 집단의 보스. 선인의 영혼을 모으고 있었다.
후에 마녀의 영혼을 노리고 꼬마 마녀 안젤라가 사는 성으로 갔다가 미후네에 의해 사망한다.
파라오
성우 - ?? / 서원석
이집트 피라미드에서 잠자고 있는 파라오. 깊은 원한과 슬픔에 사로잡혀 있으며 이집트 내부로 들어오는 사람들의 영혼을 먹어치운다. 평소에는 관속에 있으며 자신을 묶고 있는 붕대로 타인을 공격한다. 평소엔 좌우 대칭이지만 원래 모습은 심한 비좌우대칭. 이에 격분한 키드에 의해 사망한다. 후에 키드가 피라미드를 망가뜨리는 바람에 영혼은 사신님에게 몰수당한다.
라스푸틴
선인의 영혼을 노리고 있는 타락한 늙은 신부. 십자 모양의 수염과 목에 건 염주가 인상적.
귀신의 알이 될 영혼을 가진 자라 평범한 무기로는 물리칠 수 없었으나 후에 마카와 소울에 의해 사망.
송송 J
이탈리아에서 사람을 해치는, 통칭 '에메랄드 호수의 살인귀'. 짚으로 엮은 듯한 눈 부위가 뚫린 복면에 13Th라고 쓰여져 있는 민소매 러닝 셔츠를 입고 있으며 식칼을 소지하고 다닌다. 과외수업을 나온 마카와 소울에게 영혼을 수집당한다.
마테라치
이탈리아의 불량배 집단. 산타 마리오 성당을 아지트로 삼고 있다. 사신님의 리스트에 올라와 있지는 않다.
선인의 영혼을 모으고 있던 크로나와 라그나로크 일행에 의해 전원 살해당한다.
료쿠
성우 - ?? / 서유리
동아시아 '신 마을'에 살고 있는 소년. 머리에 스카프를 두르고 있다. 신 마을은 예전에 암살자 집단인 '별의 일족'에게 습격을 받은 적이 있기에 료쿠 역시 별의 일족에게 원한을 가지고 있다. 귀신의 알이 될 영혼을 가진 마사무네에 의해 영혼을 조종당해 블랙스타를 공격한다. 후에 블랙스타에 의해 조종에서 풀려난다.
프레이 D 사도코
사신님의 리스트에 올라와있던 악인 중 한명. 덮수룩한 긴 검은 생머리와 왼쪽 목덜미에 한 문신이 인상적. 자신의 긴 검은 손톱을 이용하여 공격한다. 마카와 소울의 마지막 영혼으로 지목되어 사망한다.